# Ein Wahnsinnskind
Ein Wahnsinnskind ist eine Jugend-Miniserie nach Christine Nöstlingers Jugendbuch "Einen Vater hab ich auch", die 1993 im ZDF lief. Die Hauptrolle des Scheidungskindes Feli spielte Nina Neuner. Regie führte Erhard Riedlsperger.

## Inhalt
Feli ist zwölf Jahre alt und zeigt unglaubliches Selbstbewusstsein. Sie lebt bei ihrer Mutter in Wien, die seit acht Jahren geschieden ist und bei einer Wiener Zeitung tätig ist. Einen Großteil Zeitungstätigkeit kann sie zu Hause erledigen.
Eines Tages nimmt Felis Mutter eine Stelle in der Redaktion einer Münchner Tageszeitung an und dadurch gerät Felis Leben durcheinander. Sie kann wegen der Schule nicht mitkommen und zieht daher zu ihrer Tante und ihrem Onkel. Die finden, dass Feli schlecht erzogen ist. Und Feli gehen die überholten Moral- und Erziehungsansichten ihrer Verwandten auf die Nerven.
Weil sie sich nicht einmal rechtfertigen darf, läuft sie davon und reist ihrer Mutter nach München. Da diese inzwischen einen Freund hat, fährt Feli zu ihrem Vater, aber auch der hat viele berufliche Verpflichtungen.